# São José do Xingu
São José do Xingu es un municipio brasilero del estado de Mato Grosso.

## Geografía
Se localiza a una latitud 10º48'16" sur y a una longitud 52º44'39" oeste, estando a una altitud de 337 metros. Su población estimada en 2004 era de 6 356 habitantes.
Posee un área de 7.463,654 km².
El Centro Geográfico del Brasil en la localización: latitud 10°20'00" Sur, longitud 53°12'00" Oeste, se encuentra en el área de este municipio.

### Carreteras
- MT-322

## Administración
- Prefecto: Gilberto Mendes Leoncini (2009/2012)
- Viceprefecto: Julimar Luz Amorin (2009/2012)
- Presidente de la cámara: Fábio da Silva (2009/2010)